# Castel Giubileo

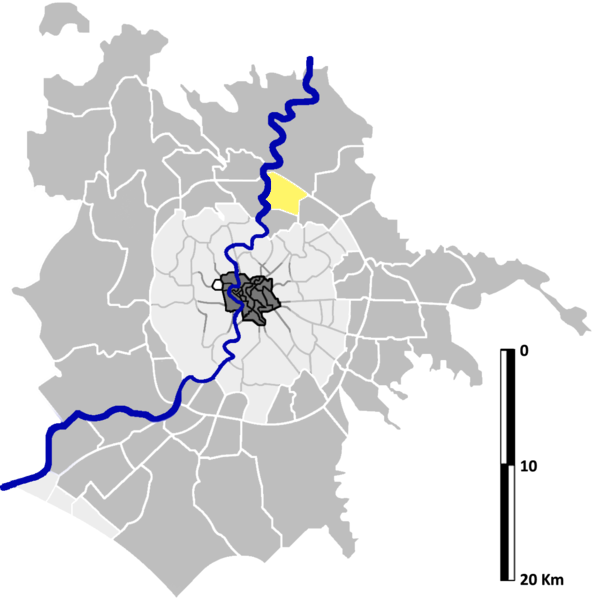
Localisation de Castel Giubileo sur la carte administrative de Rome.

Castel Giubileo est une zona di Roma (zone de Rome) située au nord de Rome dans l'Agro Romano en Italie. Elle est désignée dans la nomenclature administrative par Z.II et fait partie du Municipio III. Sa population est de 41 753 habitants répartis sur une superficie de 7,66 km2.

## Lieux particuliers
- Église Santa Felicita e figli martiri (1958)
- Église Santi Crisante e Daria (1964)
- Église Sant'Innocenzo I papa e San Guido vescovo (1981)
- Église Sant'Alberto Magno (1983)
- Église Sant'Ugo
- Église San Giovanni della Croce a Colle Salario
- Temple mormon de Rome (2019)